# Mermessus index
Mermessus index là một loài nhện trong họ Linyphiidae.
Loài này thuộc chi Mermessus. Mermessus index được James Henry Emerton miêu tả năm 1914.